# Livejp
LiveJP（ライブジェーピー）は、ビックライブ合同会社が開発、運営するアダルトライブチャットサイトである。